# Paradolicheremaeus tabulatus
Paradolicheremaeus tabulatus är en kvalsterart som beskrevs av Tseng 1982. Paradolicheremaeus tabulatus ingår i släktet Paradolicheremaeus och familjen Tetracondylidae. Inga underarter finns listade i Catalogue of Life.